# Tlalocohyla
Tlalocohyla – rodzaj płazów bezogonowych z podrodziny Hylinae w rodzinie  rzekotkowatych (Hylidae).

## Zasięg występowania
Rodzaj obejmuje gatunki występujące na tropikalnych nizinach od Meksyku do Kostaryki.

## Systematyka

### Etymologia
Tlalocohyla: Tlaloc, w wierzeniach Olmeków był bogiem deszczów i piorunów; rodzaj Hyla Laurenti, 1768.

### Podział systematyczny
Do rodzaju należą następujące gatunki:
- Tlalocohyla celeste Varela-Soto, Abarca, Brenes-Mora, Aspinall, Leenders & Shepack, 2022
- Tlalocohyla godmani (Günther, 1901)
- Tlalocohyla loquax (Gaige & Stuart, 1934)
- Tlalocohyla picta (Günther, 1901)
- Tlalocohyla smithii (Boulenger, 1902)